# Pjatrus Brouka
Pjatrus Ustinavici Brouka  (în bielorusă: Пётр Усці́навіч Бро́ўка, în rusă: Пётр Усти́нович Бро́вка) (n. 25 iunie [S.V. 12 iunie] 1905 - d. 24 martie 1980) a fost un poet belarus.

## Opera
- 1932: Printre munți și stepă ("Prak horî i step");
- 1938: Katerina ("Katerina");
- 1943: Bielorusia ("Belorus'");
- 1946: Pâinea ("Hleb");
- 1957: Când se unesc râurile ("Kali zlivaiussa");
- 1961: Zile vor veni ("A dni idut").